# Rancho Viejo, Tetela de Ocampo
Rancho Viejo är en ort i Mexiko.   Den ligger i kommunen Tetela de Ocampo och delstaten Puebla, i den sydöstra delen av landet, 140 km öster om huvudstaden Mexico City. Rancho Viejo ligger 2 448 meter över havet och antalet invånare är 118.
Terrängen runt Rancho Viejo är kuperad söderut, men norrut är den bergig. Terrängen runt Rancho Viejo sluttar norrut. Runt Rancho Viejo är det ganska tätbefolkat, med 67 invånare per kvadratkilometer. Närmaste större samhälle är Tetela de Ocampo, 5,4 km nordost om Rancho Viejo. I omgivningarna runt Rancho Viejo växer i huvudsak blandskog.